# Джефферсон (округ, Айова)
Шаблон:StateAbbr_ 41°01′53″ пн. ш. 91°56′41″ зх. д. / 41.031388888889° пн. ш. 91.944722222222° зх. д.
Округ Джефферсон (англ. Jefferson County) — округ (графство) у штаті Айова, США. Ідентифікатор округу 19101.

## Історія
Округ утворений 1839 року.

## Демографія
За даними перепису
2000 року
загальне населення округу становило 16181 осіб, зокрема міського населення було 9279, а сільського — 6902.
Серед мешканців округу чоловіків було 7920, а жінок — 8261. В окрузі було 6649 домогосподарств, 4279 родин, які мешкали в 7241 будинках.
Середній розмір родини становив 2,93.
Віковий розподіл населення поданий у таблиці:
| Стать    | До 15 років | 15-21 | 22-29 | 30-39 | 40-49 | 50-65 | 65-85 | Понад 85 |
| -------- | ----------- | ----- | ----- | ----- | ----- | ----- | ----- | -------- |
| Чоловіки | 1574        | 805   | 684   | 900   | 1621  | 1459  | 773   | 104      |
| Жінки    | 1571        | 758   | 630   | 922   | 1539  | 1487  | 1089  | 265      |

## Суміжні округи
- Вашингтон — північний схід
- Генрі — схід
- Ван-Б'юрен — південь
- Вапелло — захід
- Кіокак — північний захід

## Виноски
1. ↑  U.S. Decennial Census. United States Census Bureau. Архів оригіналу за 26 квітня 2015. Процитовано 18 липня 2014.
2. ↑  Historical Census Browser. University of Virginia Library. Архів оригіналу за 11 серпня 2012. Процитовано 18 липня 2014.
3. ↑  Population of Counties by Decennial Census: 1900 to 1990. United States Census Bureau. Архів оригіналу за 22 квітня 2014. Процитовано 18 липня 2014.
4. ↑  Census 2000 PHC-T-4. Ranking Tables for Counties: 1990 and 2000 (PDF). United States Census Bureau. Архів оригіналу (PDF) за 18 грудня 2014. Процитовано 18 липня 2014.
5. ↑  State & County QuickFacts. United States Census Bureau. Архів оригіналу за 7 червня 2011. Процитовано 18 липня 2014.(англ.) Наведено за англійською вікіпедією.
6. ↑  American FactFinder. Бюро перепису населення США. Архів оригіналу за 21 травня 2008. Процитовано 31 січня 2008.

| США | Це незавершена стаття з географії США. Ви можете допомогти проєкту, виправивши або дописавши її. |